# Forlaget BIOS
Forlaget BIOS er et lille forlag på Østerbro i København, der udgiver litteratur, som har svære kår ved de store forlag. Forfatteren investerer selv i udgivelsen af sin bog. Forlaget kalkulerer med et basisoplag på 1400 solgte bøger, som dækker forlagets og forfatterens investering. Herefter får forfatteren en nettoindtjening på 22% af salgsprisen, hvilket er en høj forfattertakst. Forlaget står for opsætning, trykning og markedsføring. Forfatteren ydes i nogen grad redaktionel bistand, men bestemmer selv over bogens indhold. Forlaget BIOS har også en gren kaldet Forlag1.dk, hvor alle kan prøve kræfter med at udgive deres helt egen bog. Forfatteren har den fuldstændige kontrol over sit bogprojekt, men forlaget assisterer gerne med hjælp til blandt andet korrektur, forside, markedsføring m.m. 

## Ekstern henvisning
Forlaget BIOS hjemmeside Arkiveret 29. september 2007 hos  Wayback Machine
Forlag1.dk hjemmeside Arkiveret 28. oktober 2020 hos  Wayback Machine